# Токійський Імператорський палац
Токійський Імператорський палац (яп. 皇居, こうきょ, кокьо, «резиденція Імператора») — палац Імператора Японії в особливому районі Тійода метрополії Токіо. Розташований на території колишнього замку Едо, з другої половини 19 століття його використовують як резиденцію Імператорів та Імператорського двору. Перебуває під контролем Управління Імператорського двору Японії.

## Короткі відомості

### Ранні палаци

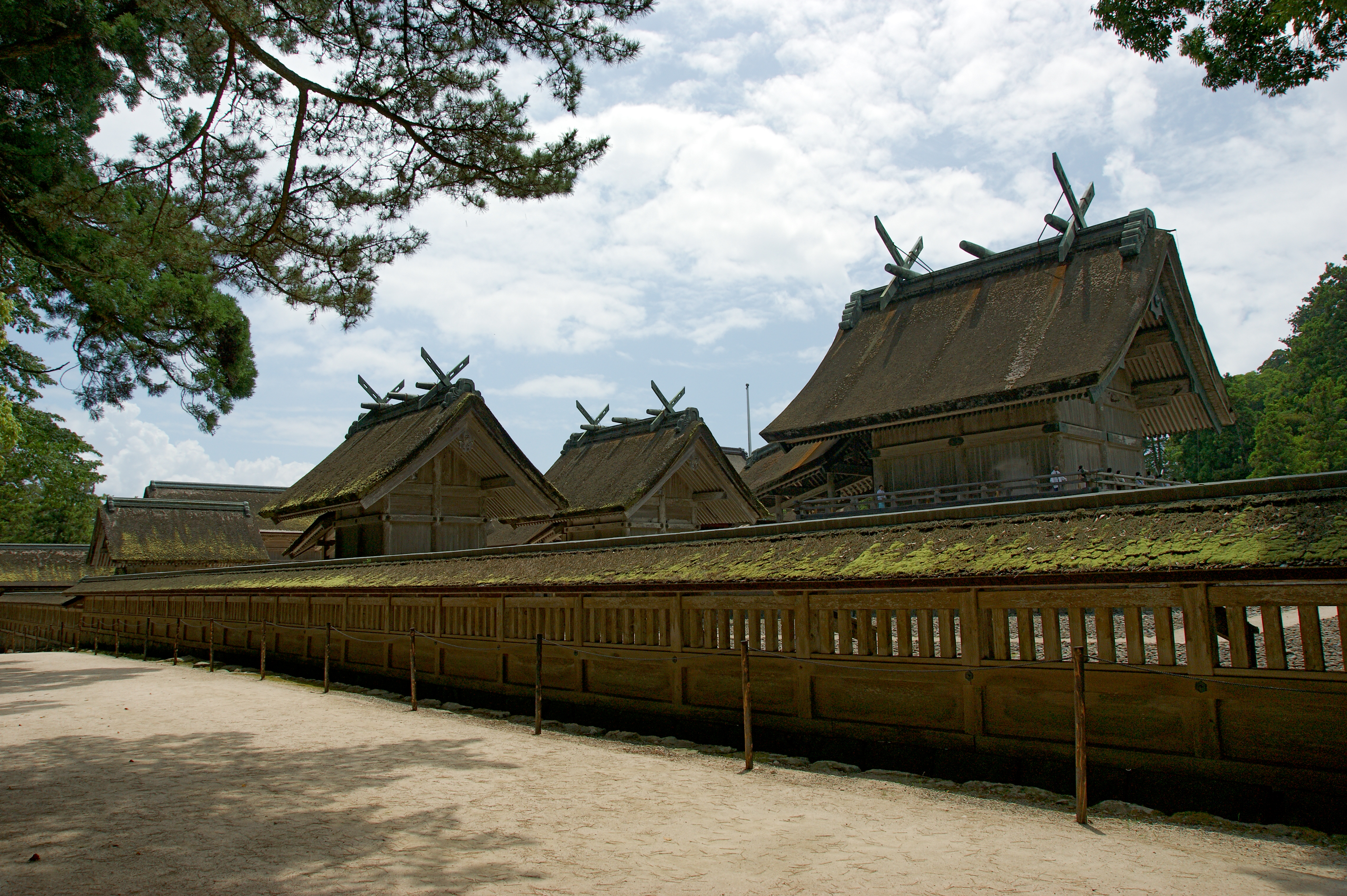
Святилища «мія» в Ідзумо (Ідзумо, Сімане).

Традиційно в японській мові місце перебування Імператора позначається словом «мія» (палац). Етимологічно воно складається з префіксу ввічливості «мі» та закінчення «я» (оселя), і означає помешкання шанованої особи. Це слово також вживається для окреслення синтоїстських святилищ, в яких, за уявленнями японців, проживають божества. Окрім цього під «мія» розуміють особливий тип будівель з із X-подібними кроквами, що виступають з обох сторін даху. Такі будівлі характерні для помешкань вельмож і святилищ 6 — 11 століття. Від слова «мія» — «оселя Імператора» — походить старояпонське слово «міяко» (столиця) — «місце оселі Імператора». В давнину ці два терміни вживали як синоніми.
Стародавні Імператорські палаци «мія» будувалися з дерева і не мали кам'яного фундаменту. Стовпи, на яких трималася будівля, згнивали з часом. Тому за правління одного Імператора палаци неодноразово перебудовували на новому місці. Їх також переносили у випадку смерті Імператора. Дах перших палаців покривали соломою. З 642 року її замінив дерев'яний ґонт.
До 7 століття палаци були приватними помешканнями Імператорів. З 603 року вони стали виконувати нову функцію місця засідань японського уряду. Так, наприкінці 7 століття під палацом розуміли не лише оселю Імператора, а комплекс урядових будівель, центром яких виступала ця оселя. Помешкання Імператора оточувала стіна, на півдні якої знаходилася Велика брама. За нею простирався сад із урядовими будинками та коморами, так само оточений стіною. На півдні саду розташовувалися Південні ворота. В саду відбувалися прийоми посольств та державні церемонії.
У 8 столітті в Японії розпочався курс реформування країни за зразком китайської суспільно-політичної системи. 704 року, під впливом цієї системи, була збудована перша японська столиця Фудзівара-кьо. В північній частині цієї столиці знаходився Імператорський палац. Його ширина з півночі на південь становила 1,6 км, а з заходу на схід — 1,1 км. Палац складався з Внутрішніх Імператорських покоїв, де мешкав монарх, Династичної зали, де він займався державними справами разом із міністрами, будинків міністерств та центральних урядових відомств. Територія палацу була оточена великою стіною та ровом. Увесь комплекс називався Палацовим замком або Великими внутрішніми Імператорськими покоями. В широкому сенсі Імператорський палац позначав Палацовий замок, політичний центр країни, а у вузькому сенсі — Внутрішні покої, місце проживання Імператора.

### Кіотські палаци

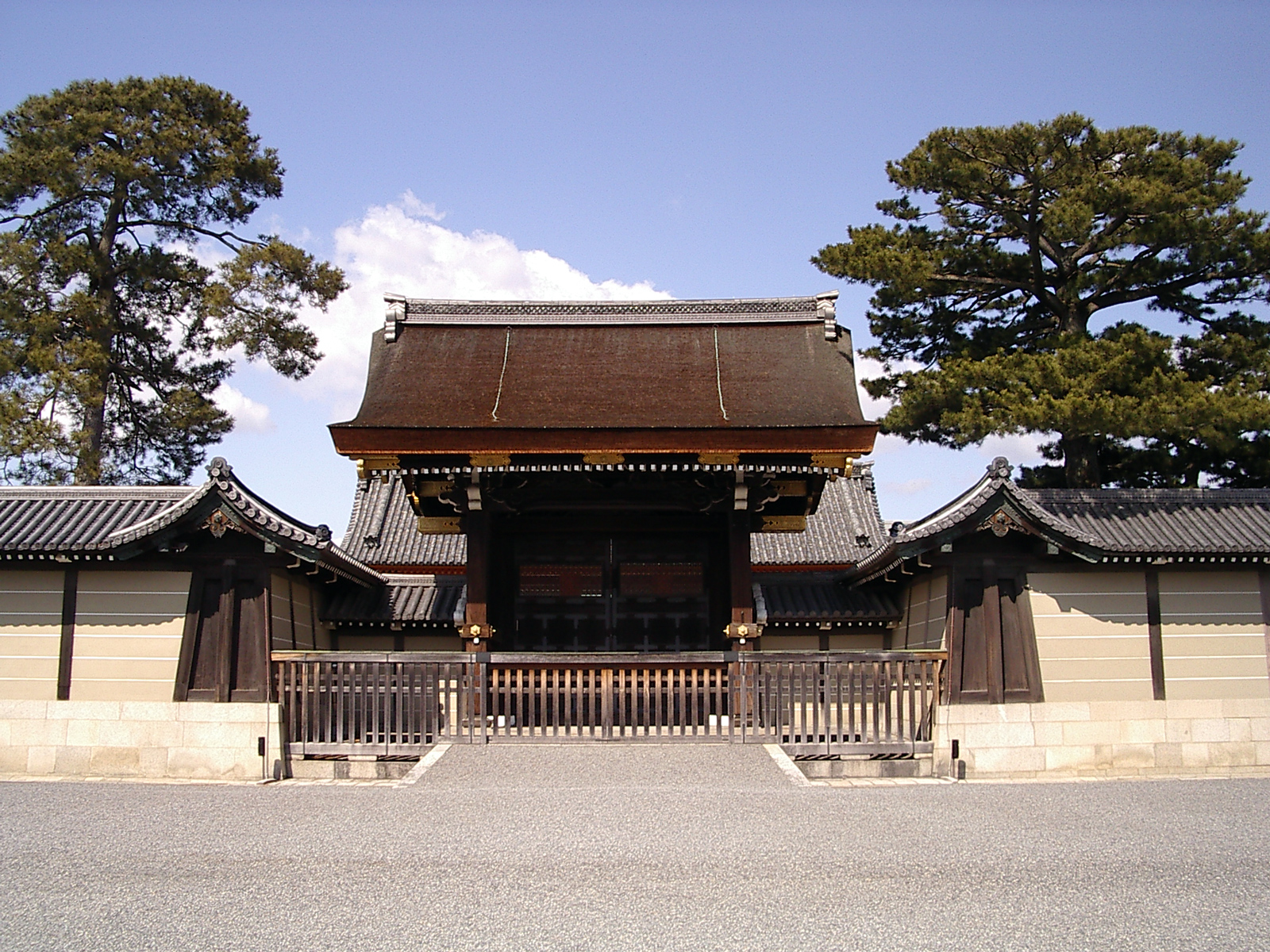
Головна брама Кіотського Імператорського палацу (Каміґьо, Кіото).

Ідея Фудзіварського палацового замку була успадкована наступними японськими столицями. Так в стародавній Нарі існував Хейдзьоський палац, а стародавньому Кіото — Хей'анський палац. Їхні палацові будівлі мали однакові назви, але різне розміщення. Зокрема, Династична зала в Нарі розташовувалась південніше Внутрішніх покоїв, а в Кіото знаходилися на південному заході.
У випадку, коли Імператорський палац зазнавав руйнувань від пожеж, землетрусів чи зношення, резиденцію монарха переносили до тимчасового Імператорського палацу. Він влаштовувався на території великих садиб підлеглих або буддистських монастирів. Така тимчасова Імператорська резиденція називалася Сільськими внутрішніми покоями. Зокрема, 960 року, після пожежі, яка знищила Внутрішні покої Хей'анського палацу, помешкання Імператора тимчасово перенесли до Зали холодного джерела. 976 року сталася чергова пожежа і Імператорський палац встановили у садибі Хорікава, яка належала Фудзіварі но Канеміті.
Після великої пожежі 1227 року, що спопелила весь Палацовий замок столиці, Імператорський палац не відновлювався. Для Імператорів стало звичним проживати в тимчасових палацах, споруджених в домівках столичної аристократії. 1331 року, один з таких палаців — Цутімікадо — було перетворено на постійне помешкання монарха. З 1392 року він отримав назву Кіотський Імператорський палац. Цей палац так само неодноразово горів і перебудовувався. Остання велика реставрація мала місце 1855 року.

### Токійський палац
У 1868, в результаті повалення сьоґунату та реставрації прямого Імператорського правління, відбувся черговий переніс столиці. Місто Едо — центр сьоґунату і найбільший населений пункт Японії, перейменували на Токіо — «Східна столиця».
У 1869 замок Едо перетворили на Імператорський палац, а Імператорське помешкання розмістили у Західному замковому дворі.
У 1873 цей двір згорів, тому Імператор деякий час проживав у тимчасовому палаці в районі Акасака.
У 1879 японський уряд вирішив відновити Західний двір колишнього замку Едо, збудувавши в ньому нові монарші апартаменти.
У 1888 на території двору постав так званий Палац Мейдзі. Він складався з Тронної зали, Зали феніксів для аудієнцій, Західної і східної приймалень, Врожайної і Тисячетравної зали для бенкетів, а також Дальньої зали.
В травні 1945 Палац Мейдзі згорів під час бомбардування Токіо силами ВПС Армії США в ході Другої світової війни.
1959 року, на засіданні урядового Комітету у справі будівництва Імператорської резиденції, було ухвалено рішення звести новий Токійський Імператорський палац на місці згорілого. Наступного року почалися будівельні роботи. За проєктом, помешкання Імператора у Вітряному саду і власне палац зводилися окремо. Приватні монарші апартаменти завершили 1961 року. Це була двоповерхова залізобетонна будівля, площею 1358 м². Спорудження церемоніального палацу тривало з 1964 по 1968 роки. Він також був побудований із залізобетону, мав два наземні і один підземний поверхи, і займав площу в 22 949 м².
Палац складався з Імператорського кабінету, в якому монарх займався державними справами, Тронної зали, яка поділялася на Соснову, Бамбукову та Сливову зали і призначалася для церемоній, Врожайної зали для бенкетів, Зали весен і осеней для вечірніх прийомів, а також Зали гармонії для відпочинку, що складалася з Зали соснового вітру та Зали кам'яного мосту. Кожна зала була зв'язана з іншою галереями у прямокутник та покрита дахом в японському стилі з сильно вигнутою покрівлею. В середині палацу розміщувався внутрішній двір. Інтер'єр палацу, багато прикрашений цінними породами дерев, був також виконаний у японському стилі.
На початку 21 століття територія усього колишнього замку Едо перетворена та Палацовий замок. Окрім Імператорських покоїв та нового Імператорського палацу, в західному дворі замку розташовано Управління Імператорського двору Японії. Головний, другий і третій замкові двори перетворені на Східний палацовий парк. На сході від фундаменту головної башти замку знаходиться Персикова музична зала. На заході від нового Імператорського палацу розташовано Три палацові святилища: Преосвященне, Монарше і Божественне. В першому вшановується божественне дзеркало, реліквія Імператорів Японії й уособлення богині сонця Аматерасу, пращурки Імператорського роду Японії; в другому — душі покійних Імператорів минулого; в третьому — вісім божеств-охоронців палацу та божеств Неба і Землі. На захід від трьох святилищ розташована Імператорська лабораторія. Весь Палацовий замок стоїть на фундаменті замку Едо, оточений високою стіною з баштами і глибокими ровами, наповненими водою. Сади і більшість будівель замку відкриті для громадського огляду. Відвідування Імператорського палацу здійснюється за особливого дозволу Управління Імператорського двору.